# Francesco Maggini
Francesco Maggini (* 3. August 1886 in Empoli; † 5. Januar 1964 in Florenz) war ein italienischer Romanist und Italianist.

## Leben und Werk
Maggini studierte in Florenz bei Guido Mazzoni, Ernesto Giacomo Parodi und Pio Rajna (Abschluss 1909). Bis 1927 war er Gymnasiallehrer in Florenz, dann Lektor an der Universität, ab 1936 Extraordinarius an der Università Cattolica del Sacro Cuore in Mailand. Von 1940 bis 1961 lehrte er als ordentlicher Professor für italienische Literatur an der Universität Florenz. Der Accademia della Crusca gehörte er seit 1936 an, bis 1942 als deren Sekretär und von 1946 bis 1949 als Direktor des Centro di studi di filologia.

## Werke
- La Rettorica italiana di Brunetto Latini, Florenz 1912,
- (Hrsg.) Brunetto Latini, La Rettorica, Florenz 1915; 1968 (Vorwort durch Cesare Segre), Bologna 1971
- (Hrsg.) I Fioretti di S. Francesco, Mailand 1922
- (Hrsg.) Vittorio Alfieri, Commedie dagli autografi laurenziani, Florenz 1926, 1959, 1968 (Opere 3)
- Introduzione allo studio di Dante, Bari 1936, 1942, 1948, 1965
- (Hrsg.) Vittorio Alfieri, Opere, 2 Bde., Mailand 1940, 1958
- I primi volgarizzamenti dai classici latini, Florenz 1952
- (Hrsg.) Vittorio Alfieri, Rime, Asti  1954 (Opere 9)
- (Hrsg. mit Michele Barbi) Dante Alighieri, Rime della "Vita nuova" e della giovinezza, Florenz 1956 (Opere 2)